# Сорока (головний убір)

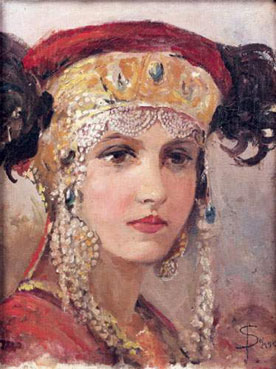
Сорока на картині С. С. Соломка «Молода жінка в російському головному уборі»

Соро́ка (рос. сорока) — традиційний жіночий головний убір, що носили росіянки центральної та південної Росії, а також представниці деяких груп мордви. Вважався найпишнішим з усіх російських жіночих головних уборів. На початок XX ст. сорока вийшла з ужитку.
Свою назву отримав, очевидно, завдяки своїй схожості з хвостом сороки та забарвленням її пір'я. Подібні паралелі існують у багатьох мовах: карел. harakka («сорока», «чепець»), швед. kråkа («ґава», «чепчик»), рос. кокошник (пов'язане з заст. кокошь — «курка», «півень», пор. укр. діал. кокош).

## Походження
Поширеність аналогічного головного убора серед мордви спонукає припустити, що сорока має дослов'янське, фінське походження. Втім, радянський етнограф Д. К. Зеленін розглядав схожість елементів російських традиційних костюмів (сороки, поньови, шушпана) з вбранням фіно-угорських народів не як свідчення культурного фінського субстрату російського народу, а як наслідок конвергентного, незалежного розвитку обох груп народів і загального впливу європейської моди.

## Опис

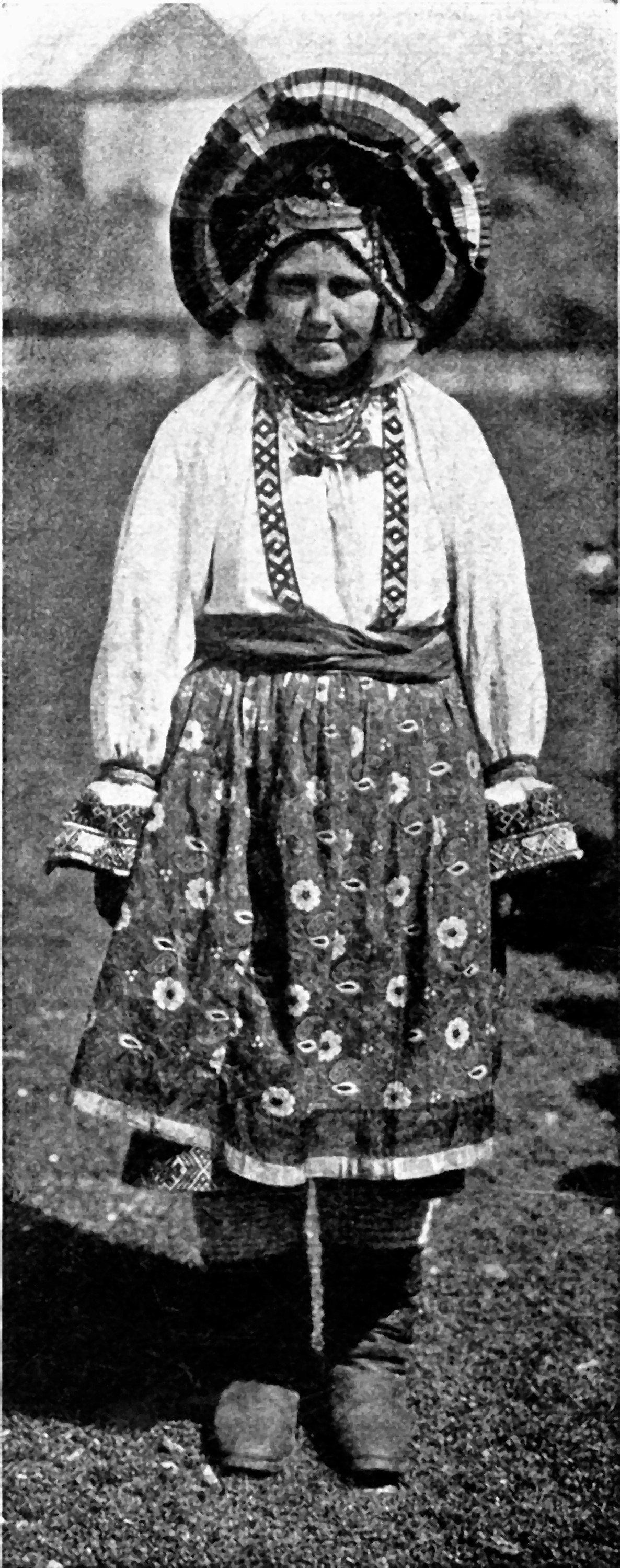
Одружена російська козачка в святковому вбранні з сорокою. Тульська губернія, 1902. Фото зі збірки М. М. Могилянського

Сорока являла собою різновид «кички» — російського головного убора, аналогічного українській кибалці. Відрізнялася від звичайної кички тим, що була дещо нижчою на лобі й вищою по боках.
Основними елементами сороки були кичка, власне сорока, потиличник, налобник, хустка. Додатковими — прикраси з бісеру, пір'я, стрічок, штучних квіток.
- Кичка — м'яка полотняна шапочка, з твердим узвишшям на передній частині. Кічку затягали ззаду, при цьому вона щільно облягала голову. Узвишшя попереду могло мати різні назви («кичка», «роги», «здериха» «копито»), а також і різну форму: у вигляді лопати, кінського копита, рогів, круга або півкруга. Часто в одному районі існували різні варіанти кічок.
- Сорока («макушка», «прив'язка») — верхня частина головного убора; її надягали поверх кички. Сороку робили звичайно з дорогих сортів тканини: кумачу, шовку, оксамиту, споряджаючи її полотняною або ситцевою підкладкою. Сорока зазвичай складалася з двох-трьох частин: передня частина звалася «чоло», «очілля» (очелье), «челишка»; бічні частини — «крила»; задня частина — «хвіст». Поряд з сороками у вигляді шапочок були поширені також сороки, зшиті лише частково: в них з'єднані були лише очілля з хвостом і крила з очіллям.
- Потиличник («назатильник», «позатилень», «підзатилень», «колодка») — прямокутний шматок тканини, наклеєний (нашитий) на тверду основу з картону, бересту, простьобаного полотна та ін. Його укладали позаду, приховуючи волосся на потилиці і частину шиї, зав'язували поворозками навколо кички під сорокою.
- Налобник («налобень», «підчілок», «налисник») — неширока (3-8 см) смуга полотна, обшита позументом, намистами, бісером. Її укладали навколо голови таким чином, щоб один край приховувався сорокою, а другий покривав частину лоба, скроні, кінчики вух. Кінці налобника зав'язували під потиличником.
- Хустка («платок») — пізніший елемент сороки, що з'явився у другій половині XIX ст., замінивши собою «полотенце» або «ширинку».

Сорока, вбрана гаптуванням чи коштовним камінням, звалася «садженою»; сорока з бічними лопатями — «крилатою»; з хустиною зверху — «з повоєм». Іноді до передньої частини сороки додавали перлинну перев'язь.